# Марко Поповић (кошаркаш, 1985)
Марко Поповић (Подгорица, 10. октобар 1985) је бивши црногорски кошаркаш. Играо је на позицији крила.

## Каријера
Највећи део играчке каријере је провео у подгоричкој Будућности, са којом је био седам пута првак Црне Горе и шест пута освајач националног купа. Касније је играо за Улцињ, Башкими, Черкаски мавпи, Златорог Лашко (са којим је освојио Алпе Адрија куп), Прјевидзу и Студентски центар где је и завршио каријеру.
Са сениорском репрезентације Црне Горе је играо Европском првенству 2013. године у Словенији.

## Успеси

### Клупски
- Будућност:
  - Првенство Црне Горе (7): 2006/07, 2007/08, 2008/09, 2009/10, 2010/11, 2011/12, 2012/13.
  - Куп Црне Горе (6): 2007, 2008, 2009, 2010, 2011, 2012.
- Златорог Лашко:
  - Алпе Адрија куп (1): 2017/18.